# أوكسفورد سيركيس (محطة مترو أنفاق لندن)
أوكسفورد سيركيس (بالإنجليزية: Oxford Circus)‏ هي إحدى محطات مترو أنفاق لندن. تقع على خط سينترال وبيكرلو وفيكتوريا افتتحت في المنطقة (Zone) رقم 1 افتتحت في 30 يوليو 1900.